# 전로고려공산당
전로고려공산당(全露高麗共産黨) 또는 이르쿠츠크 고려공산당, 이시파 고려공산당(伊市派 高麗共産黨)은 1919년 9월 5일 이르쿠츠크주 이르쿠츠크에서 김철훈 등이 중심이 되어 결성한 사회주의 단체로 전로한인공산당을 기원으로 한다.
1919년 9월 '전로한인공산당'으로 출발하여, 1920년 1월 '이르쿠츠크 공산당 고려부', 1920년 7월 '전로고려공산당 중앙총회'로 명칭을 바꾸었다가, 1921년 5월 31일 '고려공산당'으로 개칭했다. 정식 명칭은 '전로고려공산당'이었지만, 이동휘가 상하이에서 결성한 고려공산당과 대비시켜 '이르쿠츠크 고려공산당'이라 했다.
고문에 보리스 스미야스키, 위원장 김철훈, 군정부장 최고려, 오하묵, 비서장 이성 등이다.
청년교육과 군사훈련에 힘썼으며 기관지 《경세종》을 발행했다.
1921년 상하이에 지부를 설치, 김만겸, 여운형, 조동호 등이 위원으로 활동했다.
1922년 12월 코민테른의 주도로 상하이 고려공산당과 함께 해체되었고, 이후 꼬르뷰로(1923.2)를 설치, 통일된 공산당을 조직하게 했다.
1925년 조선공산당 및 고려공산청년회를 결성, 청년회 주요간부로 박헌영, 김단야, 임원근 등이 활동했다.

### 내용주
1. ↑   1919년 무렵 한국인들은 이르쿠츠크시를 일크스크시 또는 이이고자극(伊爾庫茨克)시라고 불렀고, 이를 줄여서 이시(伊市)라고 부른 데서 이시파(伊市派)라는 명칭이 나왔다.

## 같이 보기
- 고려공산당
- 고려공산당 (상하이)
- 대한독립군단
- 자유시사변
- 고려혁명군
- 국제공산당 자금사건